# Exocelina polita
Exocelina polita är en skalbaggsart som först beskrevs av Sharp 1882.  Exocelina polita ingår i släktet Exocelina och familjen dykare. Inga underarter finns listade i Catalogue of Life.